# Danilo Orozco
Danilo Orozco González (Santiago de Cuba, Cuba, 17 de julio de 1944 - La Habana, Cuba, 26 de marzo de 2013) fue un musicólogo, investigador y profesor cubano.

## Formación académica
Comenzó sus estudios de música con Moraima Guash en la escuela Juan Bautista Sagarra en Santiago de Cuba, donde participó en actividades corales. Estudió también guitarra clásica con el profesor Guillermo Dufourneau en esa misma ciudad.
Obtuvo un doctorado Summa Cum Laude en ciencias filosóficas y musicológicas de la Universidad de Humboldt en Berlín, Alemania, con su tesis de grado “La categoría Son como componente de la identidad nacional de Cuba”.

## Profesor
De 1969 a 1972 él trabajó como profesor de acústica musical en la Escuela Nacional de Artes de La Habana. Orozco también ofreció numerosos cursos extra-curriculares y seminarios acerca de materias tales como: Disciplinas y acciones formativas en la acústica musical, Procedimientos analíticos en la música contemporánea, Seminario introductorio sobre técnicas y tendencias musicales del siglo XX. Procesos culturales, tradición y ruptura, así como Análisis de las formas del Barroco y el Renacimiento.
Danilo Orozco fue invitado frecuentemente a ofrecer cursos de posgrado por instituciones educacionales de gran reputación, tales como el Conservatorio Tchaikovsky y el Instituto Central de Investigación Artística de Moscú, la Universidad de Panamá (1982), el Conservatorio de Río de Janeiro (1989), el Instituto Vicente Emilio Sojo en Venezuela (1991), la Universidad de Salamanca en España, la UCLA en California, USA (1992) y la Universidad de Chile (1996).

## Musicólogo
En 1979, la UNESCO le solicitó que trabajara como asesor y analista en eventos coordinados por la UNESCO-PNUD en Colombia. Ese mismo año, participó como jurado en el primer Concurso de Musicología de la Casa de Las Américas en La Habana, Cuba.
Entre 1988 y 1999, Orozco colaboró como musicóligo con el Smithsonian Institute en Washington D. C., y también contribuyó al LAMR Magazine de la Universidad de Austin, en Texas. Trabajó como asesor musical de la Casa de la Cultura de Santiago de Cuba y en los Estudios Fílmicos de la Televisión Cubana. Danilo Orozco sirvió también como miembro de la junta de asesores del Instituto del Libro en La Habana, Cuba.
Su obra titulada Antología Integral del Son, un CD doble basado en una minuciosa investigación musicológica acerca de los orígenes del Son cubano, es considerada como un hito en los estudios sobre la música cubana.

## Premios
En 1974, Orozco recibió el Premio Nacional de Musicología Pablo Hernández Balaguer en la categoría de Análisis por su trabajo titulado: A propósito de la Nueva Trova.